# Henny Thijssen
Henny Thijssen (Enschede, 1952) é um cantor e compositor neerlandês. É o irmão mais velho de Wilma Landkroon e da também cantora Reiny Landkroon.
Em 1988 Henny Thijssen ganhou com "Save our Planet" o World-Songfestival em Bratislava. Dez anos mais tarde lançou os álbuns Tastbaar e Levensecht. Os últimos singles de Henny Thijssen foram "Tabbe Tabbe Tab" (2007), "De nacht is mijn leven" (2008, com Henri van Velzen) e Dans nog een keer met mij (2008) que tiveram sucesso nas charts holandesas. Henny Thijssen trabalhou como compositor para muitos outros artistas bem sucedidos, como Wilma Landkroon, Sylvia Corpiér, Marianne Weber, Corry Konings, André Hazes, Renée de Haan e Hermien en Gert.